# 花・太陽・雨
『花・太陽・雨』（はな・たいよう・あめ）は、1971年4月10日にPYGがリリースしたデビュー・シングルである。

## 解説
- ザ・タイガース、ザ・テンプターズ、ザ・スパイダースのメンバーで結成されたスーパーグループ「PYG」のデビュー・シングル。
- 作詞は岸部修三、作曲は井上堯之による。ニュー・ロックのバンドとして結成されたが、サウンドにはGS時代の名残も感じられ、イントロはジョン・レノンの「マザー」を彷彿させる。
- TBS系（円谷プロダクション制作）『帰ってきたウルトラマン』第34話「許されざるいのち」（1971年11月26日放映）で挿入歌として使用された（1999年、バップから発売された『帰ってきたウルトラマン ミュージックファイル』にオリジナル音源を収録）。同話を演出した山際永三が、萩原健一と親交が深かった市川森一を通して許可を頼んだことにより、本曲の使用が実現した。なお、番組内で使用されたのはシングルバージョンである[1]。
- シングルバージョンとアルバムバージョンがある。
- 沢田研二はソロ歌手になってからも時々この曲をライブで取り上げることがあり、2008年に“人間60年・ジュリー祭り”と題して東京ドーム・大阪ドームで開催した還暦記念二大ドームコンサートでも同曲を歌唱した。
- ゲームソフト『花と太陽と雨と』（2001年）にてカバーバージョンが使用される予定があったが、権利上の関係で使用されなかった。しかし、同作のサウンドトラックにテクノバージョンが収録されている。
- 2021年11月から同年12月にかけて放送されたBS時代劇（NHKBSプレミアム）『剣樹抄～光圀公と俺～』で主題歌として使用された。

## 収録曲
1. 花・太陽・雨 (Flower,sun,rain)
  - 作詞：岸部修三／作曲：井上堯之／編曲：PYG
2. やすらぎを求めて (No longer on the earth)
  - 作詞：岸部修三／作曲：沢田研二／編曲：PYG

## カバー
- おおたか静流 - アルバム『REPEAT PERFORMANCE III』（1995年）に収録。
- BORIS - アルバム『SMILE』（2007年）に収録。
- キセル (バンド) - アルバム『Songs Are On My Side』（2015年）に収録。